# ロビー・ロビンソン
ロビー・ロビンソン（Robbie Robinson、1989年8月22日 - ）は、NPC・サウスランドに所属するラグビー選手。

## プロフィール
- ニュージーランドインバーカーギル出身。
- ポジションはフルバック(FB)。
- 身長 181cm、体重 89kg
- ニックネームはキッド、ロパタ。
- マオリ・オールブラックスに選ばれたことがある[1]。

## 略歴
サウスランド高校、サウスランド、ハイランダーズ、チーフスを経て、2015年、トヨタ自動車ヴェルブリッツ(現・トヨタヴェルブリッツ)に加入。同年11月14日に行われたジャパンラグビートップリーグ第1節のヤマハ発動機ジュビロ戦に途中出場で日本での公式戦初出場を果たす。
2017年、リコーブラックラムズ(現・リコーブラックラムズ東京)に加入。また同年12月、サンウルブズの2018年スコッドに選ばれた。
2021年、豊田自動織機シャトルズ(現・豊田自動織機シャトルズ愛知)に加入。
2022年、サウスランドに加入。